# Лидчёпинг
Лидчёпинг (швед. Lidköping) — город в Швеции, административный центр Лидчёпингской коммуны Вестра-Гёталандского лена. Численность населения — 25 169 человек (2008). Статус города получил 21 июля 1446 года.
Расположен в 290 километрах к юго-западу от Стокгольма и в 110 километрах к северо-востоку от центра лена — Гётеборга, недалеко от южного берега озера Венерн, и поэтому иногда называется «Лидчёпинг у Венерна».
Город разделён на две части рекой Лидан, протекающей через его центр и впадающей недалеко от него в Венерн. Правая (восточная) часть города называется «старым городом», левая — «новым городом».

## Транспорт
В городе имеются железнодорожный вокзал, пристань и аэропорт.

## Спорт
В городе расположены стадионы «Лидчёпингс Исстадион» и «Спарбанкен Арена».